# Thoracochaeta erectiseta
Thoracochaeta erectiseta är en tvåvingeart som beskrevs av Miguel Carles-Tolrá 1994. 
Thoracochaeta erectiseta ingår i släktet Thoracochaeta och familjen hoppflugor. Inga underarter finns listade i Catalogue of Life.